# Luke Lawton
Luke Lawton (New Iberia, 26 agosto 1980) è un giocatore di football americano statunitense che è attualmente free agent.

## Nella NFL
Stagione 2005
Preso dai rookie non selezionati dai Buffalo Bills, conclude la pre-stagione con i Bills per poi passare ai New York Jets. È sceso in campo per la prima volta in una partita ufficiale della NFL il 20 novembre a Denver contro i Denver Broncos. Ha giocato in totale 4 partite ma nessuna da titolare.
Stagione 2006
Passa nella squadra di allenamento degli Indianapolis Colts dove rimane per tutta la stagione. Comunque fa parte della squadra che vince il Super Bowl XLI.
Stagione 2007
Ha giocato 11 partite correndo 5 volte per 13 yard e 4 ricezioni per 29 yard con un touchdown.
Stagione 2008
Passa ai Philadelphia Eagles ma solo nel periodo pre-stagionale per poi firmare il 3 settembre con gli Oakland Raiders. È diventato il full back titolare della squadra dopo l'infortunio di Justin Griffith. Ha fatto il suo debutto da titolare il 2 novembre contro gli Atlanta Falcons. Ha giocato 16 partite di cui 7 da titolare facendo 6 ricezioni per 30 yard, 4 tackle da solo ed infine 2 ritorni su kickoff per 29 yard.
Stagione 2009
Ha giocato 13 partite di cui 3 da titolare prima di venire sospeso per 4 partite il 24 dicembre a causa di una violazione nell'uso di sostanze illecite. Ha fatto 7 ricezioni per 31 yard"record personale", un ritorno su kickoff per 17 yard e 3 tackle di cui 2 da solo.
Stagione 2010
È diventato restricted free agent, il 23 febbraio ha rifirmato con i Raiders però dovrà saltare le prime due partite della stagione regolare per squalifica. Finita la squalifica è stato svincolato il 20 settembre.

## Vittorie e premi
Super Bowl XLI con gli Indianapolis Colts.